# Ruba tarsalis
Ruba tarsalis är en tvåvingeart som beskrevs av James 1948. Ruba tarsalis ingår i släktet Ruba och familjen vapenflugor. Inga underarter finns listade i Catalogue of Life.